# Ibn al-Jazzar
Ibn al-Jazzar, in arabo أبو جعفر أحمد بن أبي خالد بن الجزار القيرواني‎?, Abū Jaʿfar Aḥmad b. Abī Khālid b. al-Jazzār (Qayrawan, 898 circa – 980 circa), fu un apprezzato medico arabo-musulmano del X secolo, diventato famoso per i suoi scritti di medicina islamica.

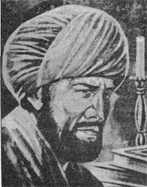
Ahmad b. al-Jazzār

Nacque a Qayrawan (moderna Tunisia, che all'epoca si chiamava Ifriqiya). Fu conosciuto in Europa col nome latinizzato di Algizar.

## Libri
Pupillo di Ishāq Sulaymān al-Isrāʾīlī (Isaac Israeli ben Solomon), la sua opera principale è il Zād al-Musāfir (conosciuta in Occidente come Viaticum peregrinorum), tradotta in latino dal monaco Costantino l'Africano.
Scrisse anche libri di geriatria medica e di problemi legati alla terza età (Kitab Tibb al-Mashayikh o Tibb al-Mashaykh wa hifz sihhatihim). Realizzò anche un lavoro sull'insonnia e un altro sulla mancanza di memoria e come rafforzare quest'ultima ( Kitāb al-nisiān wa turuq taqwiyati al-dhakira ) e un trattato sulle cause della mortalità ( Risāla fī asbāb al-wafāʾ ). Scrisse anche un libro di pediatria, uno sugli stati febbrili, sui disturbi sessuali e uno sui poveri (Kitāb tibb al-fuqarāʾ wa l-masākīn), oltre che di internistica, di lebbra, di farmaci naturali e chimici (Kitāb al-iʿtimād, ovvero "Libro dei medicamenti semplici").
Si interessò inoltre di zoologia e di geografia ( Kitāb ajāʾib al-buldān), di storia (Kitāb maghāzī Ifrīqiya e Kitāb akhbār al-Dawla, sui Fatimidi), di biografie (Taʿrīf bi-ṣaḥīḥ al-taʾrīkh) e di letteratura. Nessuno di questi è giunto fino a noi ma di essi usufruirono per redigere i loro lavori, sia al-Bakrī (per la geografia), sia ibn Hayyān (per la storia), sia al-Ṣafadī (per le notizie biografiche).